# مارتن لورنس
مارتن فيتزجيرالد لورانس (16 أبريل 1965 -)، ممثل كوميدي أمريكي ومنتج ومضيف برنامج حواري وكاتب وملاكم سابق. اشتهر خلال التسعينيات. بدأ مسيرته في هوليود كممثل بأدوار رئيسية، وكان أول دور قام به هو Maurice Warfield في فيلم ماذا يحدث الآن [الإنجليزية]، كما ظهر في عدة أعمال تلفزيونة على شبكة فوكس التلفزيونية مثل الخنازير البرية، بلو ستريك، منزل بيغ ماما.

## النشأة
ولد مارتن في فرانكفورت الواقعة في ألمانيا لوالدين أمريكيين. لقد أعطي اسمه الأول اقتداء بقائد الحقوق المدنية مارتن لوثر كينغ. أعطي اسمه الأوسط اقتداء بالرئيس الأمريكي السابق جون فيتزجيرالد كينيدي. والده جون لورنس كان يخدم في القوات العسكرية الأمريكية. بعدما تطلق والدا مارتن وهو في عمر الثامنة كان نادرا ما يري أباه، أباه حينها كان يعمل ضابطا في الشرطة. والدته (كلورا) بدأت تعمل في مختلف الأعمال لتوفير القوت لعائلتها. خلال سنوات مراهقته، مارتن تفوق في رياضة الملاكمة. لقد سكن في ماري لاند ودخل في المدارس التالية: مدرسة ثوماس جي بولين للتأسيس والفنون الواقفة في لاندوفر في ماري لاند، مدرسة فيرماونت أعلى مدرسة عليا وهذه المدرسة واقعة في فيرماونت الواقعة في ماري لاند، إلينور رزفيت المدرسة العليا، وأيضا مدرسة الصداقة العليا، وأصبح منافا على جائزة القفازات الذهبية للملاكمة.

## مسيرته
لقد ذهب مارتن إلى لوس أنجلوس ووجد طريق الملوك الأسطوري إلى هوليوود ودخل في نادي كوميدي. بعد وقت قصير من ظهوره في هوليوود ربح مارتن دورا في العرض الشعبي «بحث النجمة». لقد أحسن صنعا في ذلك العرض وشارك فيه حتى نهايته إلى أن خسره. على أي حال مدير التنفيذ ل«كولومبيا تراي ستار تيليفيجين» رأى أداء مارتن وقدم له دور «ماوريس» في المسرحية الهزلية «ماذت يحدث الآن؟؟» وكان ذلك الدور أول أعماله التنفيذية. حين كان حذف ذلك العرض، وجد مارتن مجموعة من الأدوار الثانوية في كثير من الأفلام والأعمال التلفازية. دوره القوي من تلك الأدوار كان يمثل شخصية «كي» في الفيلم الذي أخرجه سبايك ليي والفيلم اسمه «اعمل الشيء الصحيح». أدواره الأخرى تمثلت مثل: مسلسل «حفلة المنزل» وفيلم «الكيد المرتد». أثناء هذه الفترة، الشخص البارز في التسلية راسيل سيمونز اختار مارتن ليستضيف المسلسل «ديف كوميدي جام» في الشركة التليفزيونية «هوم بكس أوفيس». ذلك الفيلم أعطى الكثير من الكوميديين (ويضم من أولئك الكوميديين: كريس تاكر، ديف تشابل، بيرني ماك وسيدريك أنتونيو كايلز) السائدين.
خلال عمله مع «ديف كوميدي جام»، ظهر مارتن في مسلسله الخاص الناجح الذي اسمه «مارتن» الذي أذيع على شركة فوكس الإذاعية. ذلك العرض استمر من 1992 إلى 1997 وحقق نجاحا عظيما. لقد كان مارتن رئيسيا على خط متابعة ليلة الخميس في شركة فوكس، وهذه المتابعة سحبت الملايين من المشاهدين من خط متابعة «الشركة الدولية للإذاعة». لقد استضاف ال«الإس إن إل» في شباط من سنة 1994 وهناك قدم ملاحظات بسيطة عن أعضاء المرأة التناسلية وأيضا عن النظافة الشخصية، المونولوج حذف تماما في العرض الثاني في الـ«الإس إن إل» ومن الأصدارات الواسعة الانتشار، ومارتن فصل من العرض إلى الأبد. تقييمات مارتن استمرت في ارتفاعها المسرع بشكل كبير مما جعل شركة فوكس تتفوق على شركة «أن سي بي أس» وأصبحت أكثر احتراما بين أكبر شبكات تلفازية في العالم.
لقد شاركت تيشا كامبيل-مارتن في التمثيل في مسلسل مارتن، وأقامت دعوى على مارتن لورنس وأيضا على منتجين العرض بسبب التحرش الجنسي عليها والتعرض اللفظي وأيضا اعتداءات طبيعية. ستوديوهات «أتش بي أوه» حلت تلك المسألة إذا الموسم الأخير يجب أن ينتهي من المسلسل. تيشا قبلت بإنهاء الموسم الأخير ولكن بشرط هو أن لا تظهر في أي مشهد في آخر حلقتين مع لورنس. لم تسجل أي تهم إجرامية والتهم لم تذهب إلى المحكمة.
بعدما أنهى لورنس من المسلسل الخاص له، وجد لورنس الكثير من الأعمال في الأفلام الكوميدية. عادة كان ممثلا ثانويا ومثل مع العديد من الممثلين مثل: إيدي ميرفي، ويل سميث وتيم روبنز. الكثير من أفلامه كانت عظيمة ذات نجاح ممتاز في السينما، ومنها: بووم رانج (1992)، أولاد سيئون (1995)، الحياة (1999)، الشعاع الأزرق (1999)، منزل بيغ ماما (2000) وأولاد سيئون الجزء الثاني (2003). وأدى أيضا أفلاما لم تلق نجاحا كبيرا في السينما ويصح القول أنها أخفقت مثل: الفارس الأسود (2001)، الأمن الدولي (2003).
بغض النظر عن ذلك راتبه ظل في ارتفاع مستمر يصل إلى أكثر من 10 ملايين دولار عن كل دور في الفيلم. أكمل مسيرة عمله في الأفلام مثل: منزل بيغ ماما 2 وهذا الفيلم أخذ المركز الأول عند الافتتاح في شمال أمريكا وحصد 28 مليون دولار أمريكي في أسبوعه الأول، وأيضا مثل فيلم الخنازير البرية، الذي لعب فيه دور رجل ساكن في الحي وهو رجل مضجر يسعى إلى مغامرة على الطريق المفتوح باستخدام دراجة ومثل بجانب: جون ترافولتا، تيم ألين وويليام ماسي.
في 2006 ظهر مارتن في مسلسل «داخل أستوديو الممثلين» خلاله أعاد لورنس إلى الحياة بعض شخصيات صورها بالرسم من مسلسل مارتن.
في 2008 مثل لورنس في فيلم ديزني اسمه «رحلة طريق الكلية» وشاركته رايفن سيمون في التمثيل في ذلك الفيلم، هذا الفيلم خاصة كان أول فيلم له.ذلك لم يكن فيلمه الأول في فيلم أطفال، بل مثل قبله فيلم «ارتداد»، بالإضافة إلى دور صوتي في فيلم «موسم صيد» وشاركه التمثيل آشتون كاتشر.
في توزيع جوائز «بي إي تي» عام 2009 ظهر في دعاية فيلم سخرية مع جيمي فوكس في فيلم خيالي هو «لصوص سكانك» الذي كان مختارا، شخصياتهم التلفزيونية الخاصة الذين أدوها مارتن وجيمي هي شينينيه جينكينز وأجلي واندا. في 2010 شركة فوكس أعلنت أنها كانت تنتج فيلما مبني على الرسم، واختارت فوكس لأدائه مارتن والممثلة هالي بيري.
في 2010 أعلنت شركة فوكس على أن لورنس يكمل دوره كعميل مكتب التحقيقات الفيدرالي مالكوم تيرنار في فيلم «الأم الكبيرة: مثل الأب مثل الابن» وهو الجزء الثالث في سلسلة أفلام منزل الأم الكبيرة، وذلك الفيلم نزل سنة 2011.

## الحياة الشخصية
لقد كان مارتن خاطبا للممثلة لارك فورهايز في 1993.
لقد تزوج من باتريكا ساوثال الفائزة بجائزة ميس فيرجينيا في 1996. بذلك الزوجان لديهما ولد واحد اسمه جاماين.
في شهر 6 من سنة 2010 تزوج من صديقته القديمة شاميكا جيبس في منزله الواقع في بيفرلي هيلز، وانجبوا بنتين الأولى لايانا والأخرى اميريا، خدمتا كبائعتا زهور، الممثلين ايدي ميرفي ودينزيل واشنطون كانا بين 120 زائر زفاف، المغني شانايس غنى لهما بأغنية "Lovin' You".

### اعتقالاته
في أواسط التسعينيات أثناء تصوير فيلم «خط رفيع بين الحب والكره» اندفع مارتن في انفجار عنيف على المجموعة. فأصبح عصبيا على نحو متزايد وسجن بعد أن لوح بمسدس كما يقال وصرخ في شارع فينتورا الواقع في لوس أنجيلوس.
واعتقل أيضا في مطار بيربانك لحمله مسدسا معبأ في حقيبة سفره.
في شهر 3 من عام 1997 أعتقل مارتن مرة أخرى بسبب اعتدائه على رجل في نادي ليلي في هوليود.

### المشاكل الصحية
خلال شهر 8 من سنة 1999 تزحلق مارتن فوقع وقعة أدت إلى غيبوبة إلى مدة 3 أيام بعد الانهيار بسبب درجة الحرارة، وحدث هذا أثناء هرولته تحت درجة حرارة 100 مع ارتدائه ملابس ثقيلة. لقد تعافى في المستشفى بعد قربه الشديد من الموت وذلك بسبب درجة حرارة جسمه العالية التي بلغت 41.7 درجة سيليسيوس، فعندما كان في تلك الحالة كانت يتنفس بواسطة الأجهزة.

## روابط خارجية
- مارتن لورنس على موقع IMDb (الإنجليزية)
- مارتن لورنس على موقع ميتاكريتيك (الإنجليزية)
- مارتن لورنس على موقع روتن توميتوز (الإنجليزية)
- مارتن لورنس على موقع قاعدة بيانات الأفلام العربية
- مارتن لورنس على موقع ألو سيني (الفرنسية)
- مارتن لورنس على موقع ميوزك برينز (الإنجليزية)
- مارتن لورنس على موقع تيرنر كلاسيك موفيز (الإنجليزية)
- مارتن لورنس على موقع أول موفي (الإنجليزية)
- مارتن لورنس على موقع بوكس أوفيس موجو (الإنجليزية)
- مارتن لورنس على موقع قاعدة بيانات الأفلام السويدية (السويدية)